# Sillon du sinus transverse
Le sillon du sinus transverse (ou gouttière du sinus latéral) est une longue rainure qui longe la surface interne de la base du crâne.
Il démarre par un premier segment sur la face interne de l'écaille de l'os occipital, s'étendant latéralement entre les fosses supérieure et inférieure de l'éminence cruciforme. C'est le sillon du sinus transverse proprement dit.
Il se poursuit par un court segment pariétal : le sillon du sinus sigmoïde de l'os pariétal, puis par un segment mastoïdien : le sillon du sinus sigmoïde de la partie pétreuse de l'os temporal et pour finir un segment jugulaire ascendant : le sillon du sinus sigmoïde de l'os occipital.
Il contient le sinus transverse.

## Galerie

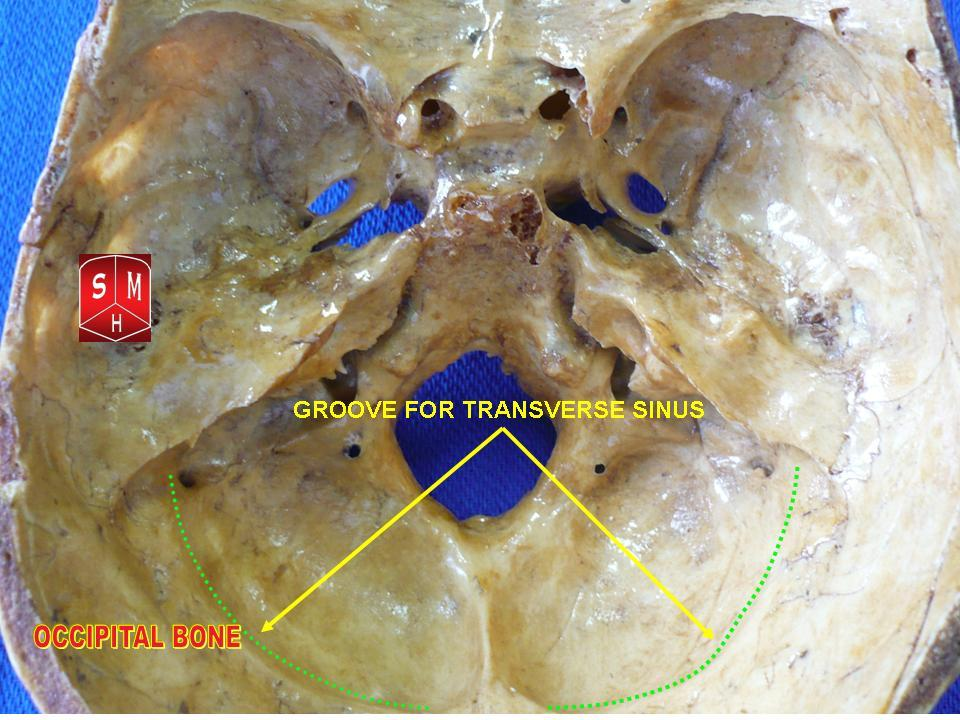
Base du crâne. Surface supérieure. Le sillon du sinus transverse marquée en bas.
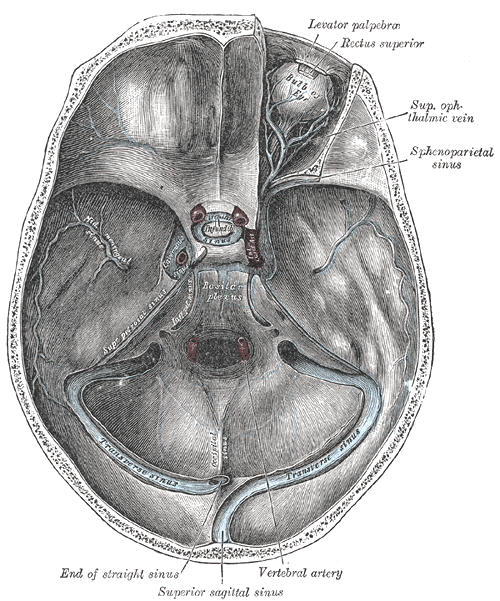
Base du crâne. Surface supérieure. Les sinus transverses sont dessinés en bas.